# Муха (созвездие)
Му́ха (лат. Musca, Mus) — созвездие Южного полушария неба, лежащее в Млечном Пути южнее созвездия Южный Крест. Занимает на небе площадь 138,4 кв. градуса, содержит 60 звёзд, видимых невооружённым глазом.

## Наблюдение
На территории России и всего бывшего СССР не наблюдается, никакая часть созвездия не восходит даже в Кушке. Даже частичная видимость созвездия начинается только на широте 26°, видимость его ярчайшей звезды α Мухи имеет место южнее широты 20°51'52" , а полная видимость - южнее 15°. Лучшее время для наблюдения — март — апрель (вблизи экватора и южнее).

## История
Новое созвездие. Предложено Петером Планциусом в 1598 году, но традиционно приписывается Иоганну Байеру (1603). Первоначально созвездие называлось «Пчела» — Apis, но из-за возможной путаницы с Райской Птицей (Apus) его переименовали в Южную Муху, в отличие от уже существовавшей тогда Северной Мухи. После того как созвездие Северная Муха перестало использоваться, Южная Муха была переименована просто в Муху.
Сегодня это единственное созвездие, посвящённое насекомому.
На небесном глобусе Йодокуса Хондиуса (лат. Jodocus Hondius) Хамелеон изображён пытающимся дотянуться языком до Мухи.